# Książęta połoccy
Władcy księstwa połockiego i jego dzielnic

## KniaziowieWitebska
Giedyminowicze
- Olgierd (1320–1377)
- Julianna (1377–1392)
- Skiegiełło Iwan (1377–1381)
- Jagiełło Władysław (1381–1382)
- Skiegiełło Iwan (1382–1386)
- Świdrygiełło Bolesław (1392–1393)
- Witold (1393–1430)
- Świdrygiełło Bolesław (1430–1436)
- Zygmunt (1436–1440)